# Guillemona de Togores
Guillemona de Togores (Barcelona, ? – 1399). Filla de Pere de Barberà i dama de la reina de Sicília, va pertànyer a la noblesa del Vallès i va estar casada amb el cavaller Francesc de Togores, senyor del Castell d'Arraona de Sabadell.

## Biografia
Guillemona va estar vinculada durant molt de temps a la cort d'Elionor de Sicília, ja que el seu marit, Francesc de Togores, havia estat majordom i home de confiança de la reina, i comissionat de moltes de les activitats d'aquesta sobirana.
L'any 1362 morí Francesc de Togores, i la viuda passà a ser una de les dames de la cort, vivint al Palau de la reina, és a dir, al palau que el rei Pere el Cerimoniós havia fet construir per la seva dona Elionor i que estava situat a la part de la muralla romana que donava al mar. Guillemona va viure allà amb tots els honors i el protocol que s'establia per les dames de la reina, i va tenir cura de la seva senyora des del mes de juny de 1368 fins a la mort d'aquesta, esdevinguda l'abril de 1375. Ella va complir perfectament la seva funció a la cort i va ser fidel i constant al costat de la reina, a excepció d'una de les febres que tingué els mesos de setembre i octubre de 1374. Durant el transcurs de la seva malaltia es veié obligada a abandonar el palau durant vint dies. No obstant això, la reina i la dama estaven tan unides que, la mateixa reina li envià metges i es mantingué informada del seu estat de salut en tot moment. Poc després que Guillemona guarís, la reina caigué malalta per la mateixa epidèmia que hi havia en aquella època, i morí a Lleida, el 20 d'abril de 1375.
Sabem que era una dama rica en rendes i censos al Vallès i que l'any 1395 encara es feia càrrec personalment dels seus negocis. A més, Guillemona era una dona pietosa, va esser benefactora de la Catedral de Barcelona i va crear un presbiterat a l'altar de Sant Gabriel al qual hi destinà també altres llegats, com ara la compra d'un bell missal.
Si llegim el document que oficialitza el càrrec de dama de la cort, dama de companyia o de confiança de la reina, es perfila la vida de Guillemona o d'aquestes dames a la cort: "Dona Guillemona de Togores. En Barcinona a 9 dies del mes de juny de l'any de la nativitat de nostre Senyor 1368, la senyora reina mana a mi que la servís de casa sua, e que puja tenir una cambrera e que li sia fet compte d'un hom de peu que la servesca, e que li sien donades, anant per camí, una bèstia a ops del seu cavalcar e un atzembla per portar sa roba, e que prenga cascun dia de la cort quatre candeles, e cascun any per son vestir 450 sous".
Guillemona va sobreviure llargament a les mortaldats del 1375, tot i els pronòstics pessimistes de moltes de les cartes que Serena de Tous escrivia al seu marit, Ramon de Tous, i a través de les quals sabem també de Guillemona.
En una època de fam, malalties vàries i molta misèria, Guillemona acabà morint el 16 de gener de 1399, just dos dies després que firmés testament davant el notari Pere Dalmau, on deixava escrit que es destinessin els seus béns per a obres pietoses i la seva casa, a Margarida, muller de Manuel de Rajadell. Sabem encara pel seu codicil, que va dictar poques hores abans de morir, que la mort li sobrevingué a casa seva, on hauria viscut després de la mort de la reina i que es trobava al costat mateix del Palau reial menor o Palau de la reina. Seguint els seus desitjos va ser enterrada al claustre encara inacabat de la catedral de Barcelona. Els seus escuts, de Togores i de Barberà, encara es poden veure a l'altar (dedicat avui als morts de la Guerra de la Independència) de l'ala del claustre que dona al carrer de la Pietat.

## Cartes de Serena de Tous
A les cartes de Serena de Tous, apareix Guillemona descrita com una dona sensible, de vegades fins i tot capritxosa i exagerada, tant per les nombroses recaigudes de la seva malaltia, com pel seu feble estat d'ànim. Serena ens explica que Guillemona va plorar durant dies per la mort de la reina, fet que ens demostra de nou un acte pur d'amistat i sensibilitat.
Es desconeix quina relació de parentiu, d'amistat o de servei unia aquesta dama amb Ramon de Tous, encara que se sap que ella li tenia molta estima i, sembla que ell 
li devia favors. Probablement, el càrrec que ocupà a la cort de la comtessa de Luna va ser per influència seva. També, tot i desconèixer la seva edat, es creu que Guillemona era una dona més gran que Serena de Tous, dona de Ramon de Tous, ja que ella sovint li demanava consells i li demostrava molt respecte i afecte. No obstant això, no hem de pensar que fos una dona vella, ja que no morí fins al 1399.
En qualsevol cas, els vincles que unien Ramon de Tous amb Guillemona sempre s'han considerat un pèl excessius, ja que Ramon era un home despreocupat i 
tranquil, que gairebé mai escrivia als seus amics, però en canvi, per a Guillemona s'alertà en tot moment del seu estat de salut quan ella 
caigué malalta i es desplaça expressament a Barcelona per a veure-la.
Guillemona sabia de lletra, ja que ella mateixa llegia les cartes, tal com es diu en una d'aquestes.